# 苏洛尔
苏洛尔（法語：Soulaures，法語發音：[suloʁ]）是法国多尔多涅省的一个市镇，属于贝尔热拉克区。

## 地理
苏洛尔（44°39'1"N, 0°55'24"E）面积10.28 平方千米，位于法国新阿基坦大区多爾多涅省，该省份为法国西南部内陆省份，是法國本土面积第三大的省，大致对应佩里戈尔地区，北起顺时针与夏朗德省、上维埃纳省、科雷兹省、洛特省、洛特-加龙省、吉倫特省和滨海夏朗德省接壤。
与苏洛尔接壤的市镇（或旧市镇、城区）包括：卡普德罗、拉卡佩勒比龙、布里奥朗斯河畔布朗克福尔、马泽罗勒、戈雅克、比龙。

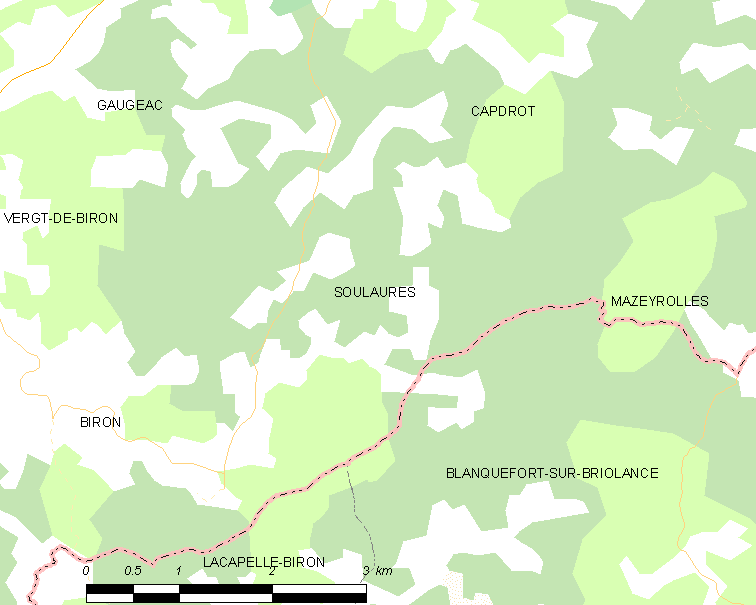
苏洛尔的OSM定位图

苏洛尔的时区为UTC+01:00、UTC+02:00（夏令时）。

## 行政
苏洛尔的邮政编码为24540，INSEE市镇编码为24542。

## 政治
苏洛尔所属的省级选区为拉兰德县。

## 人口

1962-2008年间苏洛尔人口变化图示

苏洛尔于2022年1月1日时的人口数量为70人。